# 다케이 시오리
다케이 시오리(일본어 : 竹井 詩織里, 1985년 2월 6일 ~ )은 일본 오사카부 출신의 여가수이다. 현재 LOOP 소속이며, 기자 스튜디오를 통해 음반을 발매하고 있다.

## 개요
다케이 시오리는 일본 오사카부 출신 싱어송라이터이다. 소속사무소는 LOOP이며, 음반발매 계약은 기자 스튜디오와 체결되어있다. 다케이 시오리는 고교 재학 중 기자 스튜디오 주최 SUPER STARLIGHT CONTEST에서 준 그랑프리를 수상한 것을 계기로 음악활동을 시작하였다. 2004년 2월 18일 싱글 앨범 《조용한 멜로디 (일본어:静かなるメロディー)》가 다케이 시오리의 데뷔앨범이다.
2005년 8월 10일에 발매된 5번째 싱글 《세상을 멈춰서(일본어:世界 止めて)》가 오리콘 첫 27위를 기록하였는데, 이 기록은 그녀의 작품 중 가장 높은 오리콘 랭킹을 차지한 기록이다.
2005년 ZARD의 앨범 《그대와의 Distance》, 2006년 가미키 아야(일본어 :上木彩矢)의 싱글 《삐에로일본어 :ピエロ》B'z의 앨범 《MONSTER》에, 2007년에는 하야카와 에미(일본어 :早川えみ)의 앨범 《You and Me and Jazz》등의 앨범에 참여하였다.
그녀는 다른 아티스트의 곡을 커버곡집의 형태로 발매하였다. 2003년 《The note of my eighteen years》2005년 《The note of my nineteen years》2006년《The note of my twenty years》을 각각 발표하였다.

## 음반 목록

### 싱글
1. 《조용한 멜로디(일본어:静かなるメロディー)》(2004년 2월 18일)
2. 《너를 사랑해 (일본어:君に恋してる)》 (2004년 5월 19일)
3. 《너를 모르는 거리로 (일본어:君を知らない街へ)》 (2005년 1월 19일)
4. 《인연(일본어:つながり)》 (2005년 7월 6일)
5. 《세상을 멈춰서(일본어:世界 止めて)》 (2005년 8월 10일)
6. 《벚꽃색(일본어:桜色)》 (2006년 2월 1일)
7. 《분명 사랑이 되지 않아 (일본어:きっともう恋にはならない)》 (2006년 8월 30일)
8. 《Like a little Love》 (2006년 11월 8일)
9. 《꿈의 계속(일본어:夢のつづき)》 (2007년 2월 28일)

### 앨범
1. 《My Favorite Things》 (2004년 9월 15일)
2. 《second tune ~세상을 멈춰서~ (일본어:〜世界 止めて〜)》(2005년 9월 28일)
3. 《Diary》(2007년 4월 18일)

### 미니앨범
1. 《The note of my eighteen years》 (2003년 12월 3일)
2. 《The note of my nineteen years》 (2005년 1월 19일)
3. 《The note of my twenty years》 (2006년 2월 1일)
4. 《documentary》 (2007년 9월 12일)

### 베스트앨범
1. 《다케이 시오리 베스트》 (2008년 2월 6일)

### 다른 아티스트 음반 참여
1. TAK MATSUMOTO《버블타운(일본어:パープルタウン)》
2. 가미키 아야《삐에로(일본어:ピエロ)》
3. TAK MATSUMOTO《항구의 옆, 요코하마 요코스카(일본어:港のヨーコ・ヨコハマヨコスカ)》
4. ZARD《그대와의 Distance》 (〈good-night sweet heart〉, 〈그대와 오늘 있었던 일을 평생 잊지 않아〉(君と今日の事を一生忘れない))
5. B'z《사랑의 섬머세션 (일본어:恋のサマーセッション)》
6. B'z《Happy Birthday》
7. 하야카와 에미《You and Me and Jazz》

## 노래가 쓰인 곳
| 연도 | 노래                                                    | 쓰인 곳                                                                               |
| 2004 | 조용한 멜로디(일본어:静かなるメロディー)                | 요미우리 테레비『プロの動脈。』엔딩곡                                                 |
| 2005 | 너를 모르는 거리로 (일본어:君を知らない街へ)            | 니혼테레비『汐留スタイル』Stylish Play                                                |
| 2005 | 세상을 멈춰서(일본어:世界 止めて)                       | 요미우리 테레비・니혼테레비계 애니메이션『명탐정 코난(일본어:名探偵コナン)』엔딩곡    |
| 2006 | 벚꽃색(일본어:桜色)                                     | 테레비도쿄계 애니메이션『메루헤돈メルヘヴン』엔딩곡                                   |
| 2006 | 분명 사랑이 되지 않아 (일본어:きっともう恋にはならない) | 테레비도쿄계 『JAPAN COUNTDOWN』엔딩곡                                                |
| 2006 | Like a little Love Music                                | 니혼테레비『BREAK TV』11월 엔딩곡 치바테레비『MU-GEN～Music Generations～』11월엔딩곡 |
| 2007 | 꿈의 계속(일본어:夢のつづき)                            | 테레비도쿄계열『JAPAN COUNTDOWN』엔딩곡                                               |
| 2007 | sweet home                                              | 도쿄 방송계『徳光和夫の感動再会"逢いたい"』엔딩곡                                     |